# Saint-Pie
Saint-Pie är en stad (kommun av typen ville) och tätort (centre de population) i provinsen Québec i Kanada. Den ligger i regionen Montérégie, i den sydöstra delen av landet, 220 km öster om huvudstaden Ottawa. Antalet invånare vid folkräkningen 2021 var 5 847 i kommunen och 3 189 i tätorten. Landarean är 107 kvadratkilometer.